# U-352
Unterseeboot 352 foi um submarino alemão do Tipo VIIC, pertencente a Kriegsmarine que atuou durante a Segunda Guerra Mundial.

## Comandantes
| Comandante            | Data                                     |
| --------------------- | ---------------------------------------- |
| Kptlt. Hellmut Rathke | 28 de agosto de 1941 - 9 de maio de 1942 |

## Subordinação
Durante o seu tempo de serviço, esteve subordinado às seguintes flotilhas:
| Período                                     | Flotilha                                  |
| ------------------------------------------- | ----------------------------------------- |
| 28 de agosto de 1941 - 1 de janeiro de 1942 | 3. Unterseebootsflottille (treinamento)   |
| 1 de janeiro de 1942 - 9 de maio de 1942    | 3. Unterseebootsflottille (serviço ativo) |

## Operações conjuntas de ataque
O U-352 participou das seguinte operações de ataque combinado durante a sua carreira:
- Rudeltaktik Hecht (27 de janeiro de 1942 - 4 de fevereiro de 1942)